# Katie Morag Delivers the Mail
Katie Morag Delivers the Mail ist das erste Bilderbuch aus der Katie-Morag-Buchreihe der britischen Kinderbuchautorin und Illustratorin Mairi Hedderwick, das 1984 beim Verlag Bodley Head veröffentlicht wurde.

## Inhalt
Das kleine Mädchen Katie Morag lebt mit ihren Eltern und ihrem jüngeren Bruder Liam auf der Insel Struay. Ihre Eltern führen dort den Kaufladen und die Poststelle. Mittwochs kommt immer ein Schiff und bringt die Post sowie Vorräte vom Festland. An einem dieser Mittwoche ist es besonders hektisch, da Liam gerade seinen ersten Zahn bekommt und daher sehr quengelig ist. Ihre Mutter bittet daraufhin Katie, die Post auszutragen. Es handelt sich um fünf Päckchen. Eines davon ist für Katies Großmutter bestimmt und hat einen roten Anhänger. Weil es ein heißer Tag ist, beschließt Katie auf ihrem Weg, ihre Füße in einem Teich etwas abzukühlen. Dabei rutscht sie leider aus und fällt zusammen mit der Brieftasche ins Wasser, wodurch die Adressen auf den Poststücken unleserlich werden. Katie legt daraufhin die Päckchen einfach in willkürlicher Reihenfolge am Eingang der Häuser ab, nur das noch am roten Anhänger erkennbare Päckchen für die Großmutter stellt sie dieser korrekt zu. Diese verspricht, Katie aus ihrem Schlamassel zu helfen. Derweil die Großmutter mit dem in ihrem Päckchen enthaltenen Ersatzteil den Traktor repariert, packen die Nachbarn ihre Pakete aus und ärgern sich darüber, dass ihnen völlig falsche Sachen geschickt worden seien. Glücklicherweise sind inzwischen Katies Kleider wieder trocken und zusammen mit der Großmutter und dem reparierten Traktor gelingt es rasch, die falsch zugestellten Päckchen an die richtige Adresse zu bringen. Alle sind erleichtert und die Großmutter bringt zu guter Letzt noch Katie mit dem Traktor nach Hause, wo sich die Lage inzwischen beruhigt hat, da Liams Zahn endlich durchgebrochen ist.

## Besonderheiten
Die Geschichten der Katie-Morag-Bücher erzählen von Katies Abenteuern auf der Phantasie-Insel Struay. Diese ist inspiriert von der Hebriden-Insel Isle of Coll.

## Rezeption
Kate Agnew gefällt in ihrer Buchrezension das kleine rothaarige Mädchen Katie, das eine ‚fröhliche, selbstständige Heldin in Schottenrock und Gummistiefeln mit einem Hang zu kleinen Unfällen‘ sei. Katies Abenteuer seien geprägt von ‚fröhlichem Chaos, den Alltagssorgen einer Familie, dem Leben auf einer Insel und dem Verhältnis zwischen Veränderung und Stabilität‘. Beverly A. Maffei schreibt im School Library Journal: „Hedderwicks einfacher Text beschreibt ein reales Problem und löst es auf zufriedenstellende Weise. […] Die Sprache und die großen, ruhigen Aquarelle fangen das Gefühl des schottischen Insellebens perfekt ein. Sowohl die Figuren als auch die Geschichte sind warm und beruhigend. Ein weiterer Pluspunkt ist die Ansicht der Insel aus der Vogelperspektive auf dem vorderen Vorsatzblatt, die den Leser in Katies Heimat einführt.“

## Referenzen
Katie Morag Delivers the Mail ist in dem literarischen Nachschlagewerk 1001 Kinder- und Jugendbücher – Lies uns, bevor Du erwachsen bist! für die Altersstufe 5+ Jahre enthalten.

## Ausgaben
- Katie Morag Delivers the Mail. Bodley Head, UK 1984 (englisch, librarything.com).